# ウィキウィキシャトル

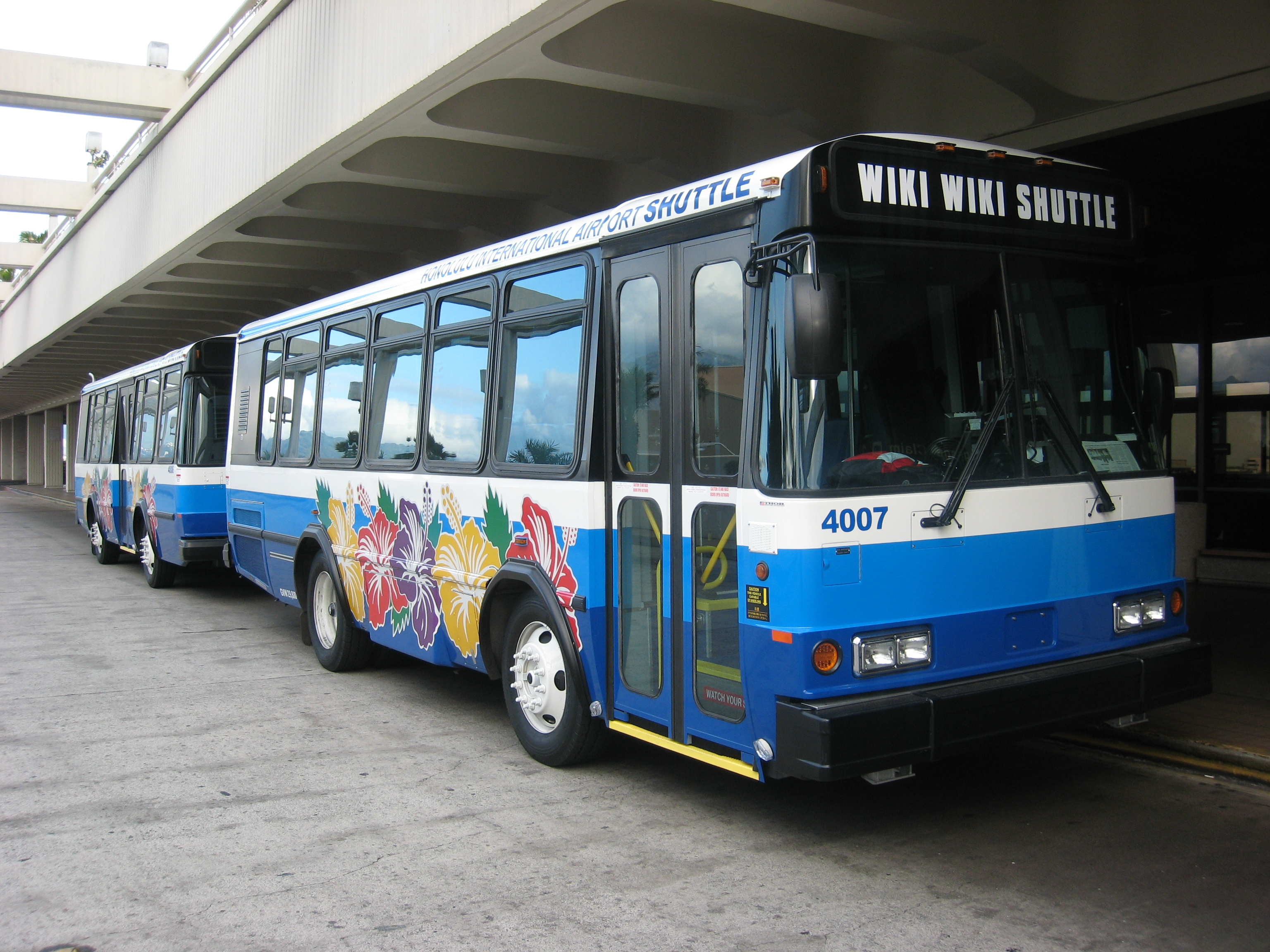
ウィキウィキ・シャトルの車両（2008年）

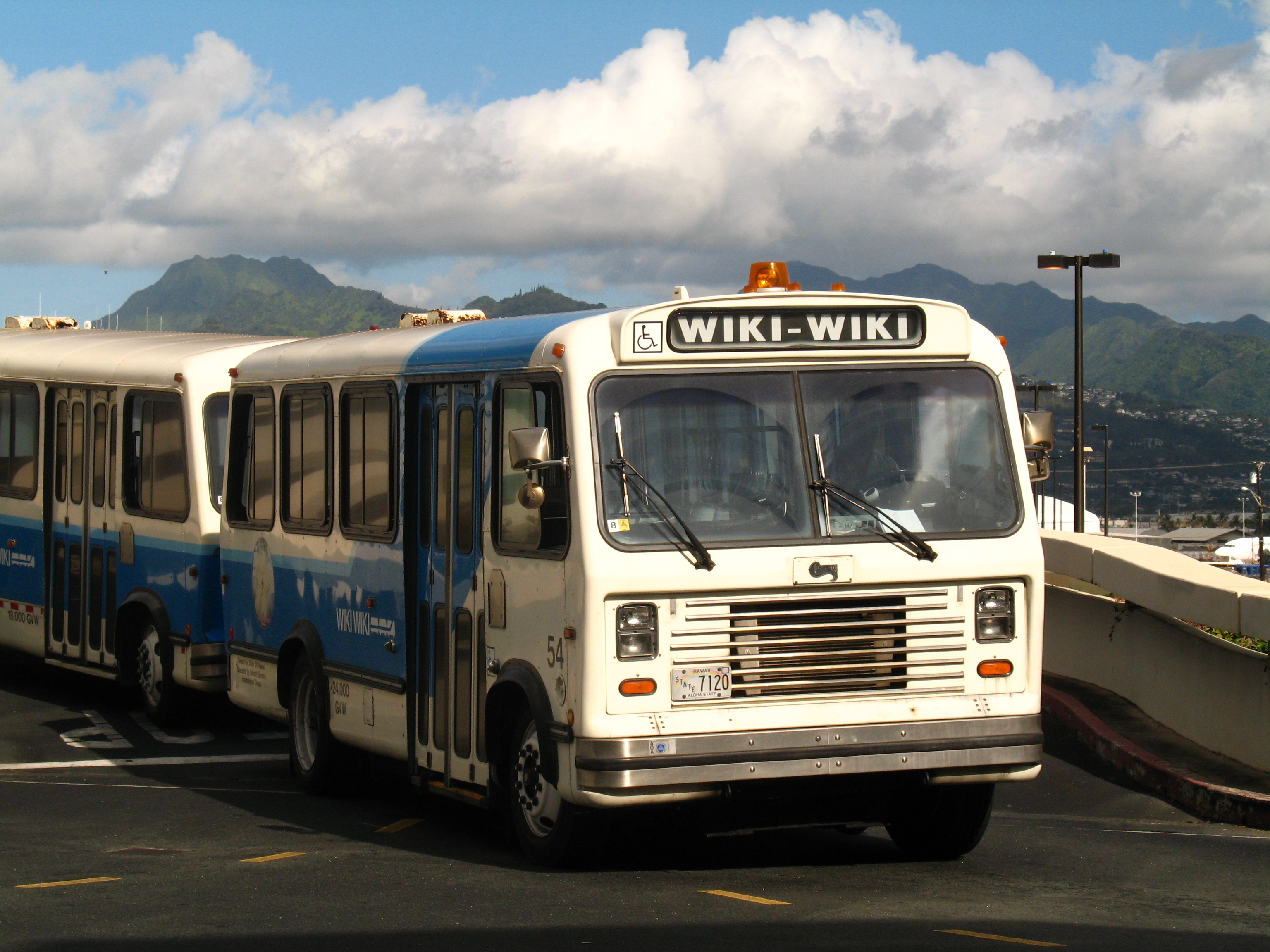
かつての車両Chance RT-52がホノルル空港を走る様子

ウィキウィキ・シャトル（Wiki Wiki Shuttle）はハワイ州ホノルルにあるダニエル・K・イノウエ国際空港で運行されている無料のシャトルバスである。シャトルにはゲートと各ターミナル間を行き来して旅客や荷物を輸送する便、空港内で車いすの旅客の移動補助を行う便、ターミナル間の旅客輸送のために空港周辺の公道を走る便があり、空港内の便はハワイ時間の午前6時から午後10時まで運行されており、公道を走る便は午前3:00から午後10:30まで運行されている。
ハワイ語で""wiki""は「早い」を意味する。このシャトルの名称はアメリカのプログラマであるウォード・カニンガムが1994年に新しいウェブサイトを「ウィキウィキ・ウェブ」と呼ぶきっかけになった。カニンガムはハワイを訪れた際に空港カウンターの職員からウィキウィキ・シャトルを利用するよう勧められたことを思い出し、自らが開発していたウェブサイトのタイトルに"Quick"の代わりに"Wiki"を使うことを思いついたという。

## 運行の削減

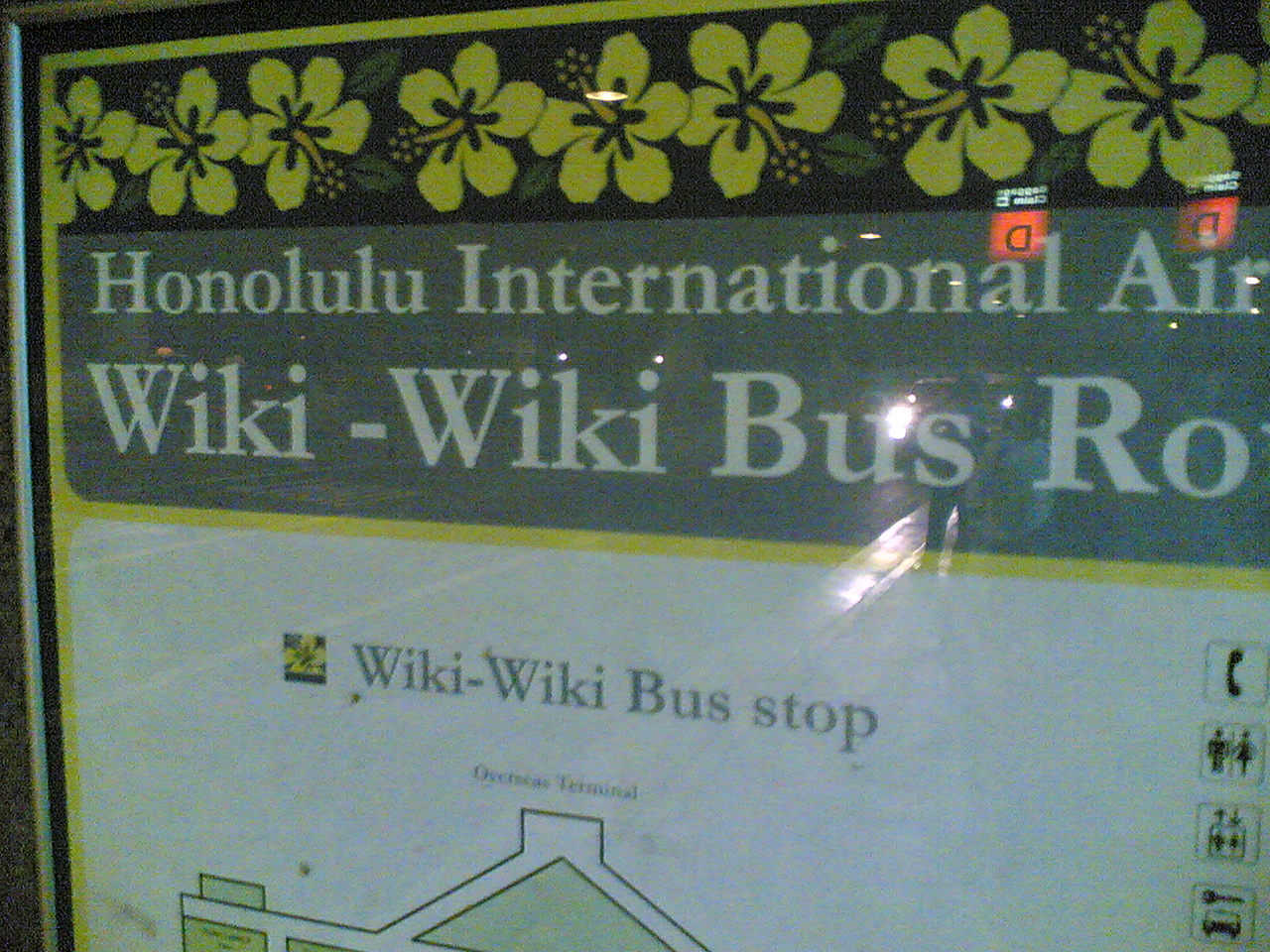
"Wiki-Wiki Bus stop"の表示（2001年）

1970年、ウィキウィキ・シャトルは「暫定的」な措置として運行を開始した。2007年、空港はウィキウィキ・シャトルの廃止を検討していた。旅行者は暑くて遅い、時代遅れのバスに苦情を言うこともあった。バスは不便で快適性に欠けるだけでなく、報道によれば、バスの重量と活動量が建造物への大きな負荷となっていた。
2007年11月に、地元メディアはターミナル間輸送がバスから空調付通路に転換されると報じた。転換の第一段階は2009年10月に完了し、国際線の旅客はバスに加えて空調付通路を通って入国審査に向かう選択肢が与えられた。
当初、バスは「航空サービス国際グループ」（Aircraft Services International Group）によって運営されていた。2009年4月に空港はシャトルバスの運営を、ハワイで観光バス事業などを運営するロバーツ・ハワイに変更した。名称は「WikiWiki shuttle」から「HNL shuttle」に変更された。
2010年の通路完成以降、バスの利用は減少した。それにもかかわらず2013年に新車が導入され、新しいバスのサインには再び「Wiki Wiki」と表示された。2021年現在は国際線とアメリカ行きの便の利用者も利用可能である。